# Profilazione criminale

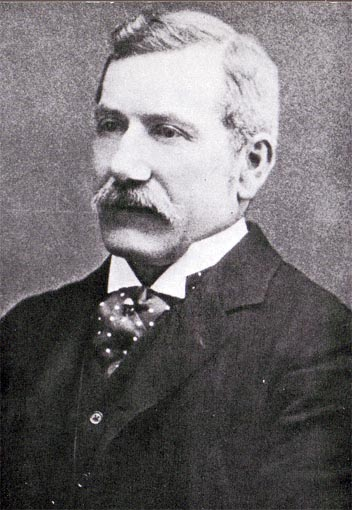
Thomas Bond (1841-1901), ritenuto il primo profilatore della storia

La profilazione criminale, o definizione del profilo criminale (in inglese offender profiling, criminal profiling, criminal personality profiling o criminal investigative analysis) è uno strumento comportamentale e investigativo che intende aiutare gli investigatori a profilare soggetti criminali totalmente o parzialmente sconosciuti.
La definizione dei profili criminali è stata oggi portata alla conoscenza del grande pubblico da film quali Manhunter - Frammenti di un omicidio, Il silenzio degli innocenti e Nella mente del serial killer, nonché da serie televisive quali Law & Order: Criminal Intent, Profiler - Intuizioni mortali, Criminal Minds, Mindhunter.

## Storia
Nella criminologia moderna, la profilazione criminale è generalmente considerata la terza corrente della scienza investigativa:
- la prima è lo studio degli indizi, di cui Scotland Yard fu pioniera nel XIX secolo;
- la seconda è lo studio del crimine stesso;
- la terza è, appunto, lo studio della psiche del criminale.

Tecniche di profilazione criminale furono usate nelle indagini degli omicidi seriali commessi da Ted Bundy: grazie a queste il dottor Richard B. Jarvis, uno psichiatra con competenze di comportamenti criminali, predisse l'età di Bundy, la sua psicopatia sessuale e la sua intelligenza sopra la media. Un altro interessante esempio di tecniche di profilazione è rappresentato dalle indagini su Gary Leon Ridgway, conosciuto come "l'assassino di Green River".
L'investigatore dell'FBI John E. Douglas, fornì un profilo di dodici pagine, riassumibile nei seguenti punti:
- il soggetto era probabilmente un maschio bianco che soffriva di relazioni disfunzionali con le donne;
- organizzato: poiché cercava di nascondere i corpi e pareva trascorrere diverso tempo al fiume;
- astuto: appesantiva i corpi delle vittime con pietre, per nasconderli più facilmente in acqua;
- mobile: dotato di un veicolo per gli spostamenti;
- avrebbe colpito ancora;
- come altri assassini seriali, incline a contattare la polizia per offrire aiuto nelle indagini[8].

Tuttavia, la profilazione suggerì anche caratteristiche rivelatesi poi non confacenti alla sua personalità, come l'escursionismo e l'asocialità: Ridgway non era un escursionista, benché frequentasse Green River con una delle sue mogli, il che poteva contraddire l'ipotesi di asocialità.
Ronald M. Holmes e Stephen T. Holmes hanno delineato tre obiettivi principali della profilazione criminale:
1. fornire alle forze dell'ordine una valutazione socio-psicologica del criminale;
2. dare alle forze dell'ordine una «valutazione psicologica degli effetti personali trovati in possesso del delinquente» (p. 10);
3. fornire suggerimenti e strategie per gli interrogatori[10].

Le evidenze empiriche a favore dell'efficacia della profilazione sono attualmente esigue. Ad oggi la giustificazione della sua utilità si basa in buona parte sul buon senso.
Uno dei più scottanti problemi attuali è l'incremento della quantità di dati da gestire. Con la digitalizzazione dei contenuti, così come con il calo del prezzo delle nuove tecnologie, l'ammontare di nuove informazioni sta crescendo a livello esponenziale. Ciò tocca molti interessi privati e pubblici, anche se lo sviluppo di tali tecnologie dovrebbe andare oltre questi meri interessi di parte in quanto l'archiviazione dei dati può risultare utile per creare dei modelli statistici per la ricerca e lo sviluppo di nuovi metodi di profilazione (Smyth, Piatetsky-Shapiro), cd. Knowledge Discovery in Databases (KDD).

## Caratteristiche
La profilazione criminale è, nella sua accezione più ampia, un insieme di tecniche psicologiche volte a identificare l'autore di un reato sulla base della natura del reato stesso e delle sue modalità di esecuzione: vari aspetti del crimine commesso sono determinati da scelte che il criminale effettua prima, durante e dopo la commissione del reato, e queste ultime sono a loro volta connesse alla personalità del delinquente. Le tecniche di profilazione criminale aiutano gli investigatori ad analizzare le prove della scena del crimine, le vittime e le dichiarazioni dei testimoni con lo scopo di sviluppare una descrizione del delinquente.

### Elementi
Tali descrizioni possono includere tanto l'analisi di variabili psicologiche, quali schemi comportamentali e della personalità, quanto variabili demografiche quali età, etnia ed ubicazione geografica. Gli investigatori possono usare la profilazione come un mezzo per ridurre l'insieme degli indiziati, oppure per organizzare l'interrogatorio di un sospettato. Le informazioni raccolte con la profilazione sono unite ad altri particolari inerenti, alle prove fisiche e, infine, comparati alle tipologie note di personalità e di disturbi mentali per sviluppare una descrizione realistica e utilizzabile del criminale.
La profilazione psicologica può essere descritta anche come un metodo di analisi di indiziati, composto da tecniche eterogenee, che cerca di identificare le caratteristiche mentali, emotive e personali di un soggetto (dalle azioni compiute o dalle tracce lasciate sulla scena del crimine).

### L'analisi delle connessioni
Un'ulteriore tipologia di profilazione criminale riguarda la cosiddetta “analisi delle connessioni” definita da Gerard N. Labuschagne (2006) quale «una forma di analisi comportamentale utilizzata per determinare la possibilità che una serie di reati siano stati commessi dallo stesso criminale».
Ai fini della profilazione, oltre alla raccolta di molti aspetti dello schema di reato - come il modus operandi del reo -, si considerano l'esibizione di comportamenti rituali o di fantasia e la firma con la quale si intende una peculiarità ricorrente in ognuno degli omicidi considerati. Questi indizi contribuiscono a stabilire una base per un'analisi delle connessioni che ritorna utile soprattutto quando le prove fisiche, come il DNA, non possono essere rilevate.
Labuschagne afferma che, nella raccolta e incorporazione di questi aspetti del modello di reato del criminale, gli investigatori possono procedere tramite una serie di valutazioni:
1. ottenimento dei dati da più fonti;
2. revisione dei dati individuazione delle caratteristiche significative di ogni crimine in tutta la serie;
3. classificazione delle caratteristiche significative: sia come modus operandi che caratteristiche rituali/fantastiche;
4. confronto della combinazione di caratteristiche (modus operandi e rituali/fantastiche) lungo tutta la serie, per determinare se esista una firma;
5. compilazione di un rapporto scritto sulle scoperte[14].

## La profilazione digitale
La profilazione digitale indica il processo di costruzione e applicazione di profili generati da tecnologie informatiche ovvero tramite l'uso di algoritmi e altre formule matematiche che permettono di rivelare una serie di correlazioni per una grande quantità di dati. La profilazione digitale non si applica solo ad individui ma anche a gruppi di persone, a tecnologie o altri metodi quali, ad esempio, l'analisi del rischio (2008, Gutwirth; Elmer, 2004).
La profilazione digitale non è solo una questione di sapere utilizzare il computer ma coinvolge anche altri campi di applicazione come l'economia, le scienze forensi e la meccanica. La profilazione di molti macchinari è necessaria per realizzare infrastrutture di emergenza sociale revisionate al personale di intellingence ecologica, Autonomic Computing (2003, Chess) e ubiquitous computing (Weiser, 1991).
Il processo tecnico di profilazione digitale può essere distinto in diverse fasi:
- Analisi preliminare: il processo di profilazione inizia con la specificazione dei problemi e l'identificazione degli obiettivi dell'analisi;
- Rilevamento dei dati: il database è formato dall'insieme dei dati rilevati alla luce delle conoscenze attuali e della comprensione dei dati;
- Preparazione dei dati: i dati sono elaborati dopo averne eliminato gli attributi superflui;
- Computo dei dati: i dati sono analizzati tramite algoritmi e altre formule matematiche;
- Interpretazione dei dati: i modelli calcolati sono valutati in base alla rilevanza ed alla validità;
- Applicazione dei profili: si applicano i profili costruiti;
- Decisione: l'ente o l'istituzione committente decide quale azione o politica intraprendere in base ai risultati dei profili,

La rilevazione, la preparazione e il computo dipendono tutti dalla fase in cui il profilo è in costruzione. La profilazione digitale, comunque, è finalizzata all'applicazione dei profili medesimi, intesi come utilizzo dei profili per l'identificazione e la categorizzazione di gruppi o di individui. Come si può vedere, il processo è circolare, cioè una volta conclusa la decisione, si ricomincia di nuovo un nuovo ciclo con la ridefinizione di nuovi problemi ed obiettivi. L'interpretazione dei profili può condurre a reiterate ridefinizioni di fasi già concluse nel processo di profilazione. L'applicazione dei profili verso gruppi o individui dei quali dati non sono utilizzati per la costruzione dei profili è basata sull'analisi comparata, che fornisce nuovi elementi per ulteriori considerazioni. Il processo di profilazione è allo stesso tempo dinamico e flessibile come, ad es., il Cross-Industry Standard Process for Data Mining (CRISP-DM).

## Profilatori famosi

### Thomas Bond
Negli anni '80 del XIX secolo il Dottor Thomas Bond cercò di profilare la personalità di Jack lo squartatore, in quello che la letteratura specialistica ritiene il primo esempio documentato di analisi comportamentale applicata a un caso criminale. In qualità di medico forense, per la precisione chirurgo, assistette alla autopsia di Mary Jane Kelly, ultima delle cinque vittime canoniche dell'omicida seriale; nelle sue note, datate 10 novembre 1888, menzionò la natura sessuale degli omicidi, associata a elementi collerici e di apparente misoginia. Il dottore cercò altresì di ricostruire l'omicidio, e di reinterpretare lo schema comportamentale del criminale. Ben presto delineò un primo profilo, comprendente i suoi tratti fondamentali, da lui usato per collaborare alle indagini. La profilazione evidenziava come gli omicidi fossero stati commessi da un solo individuo fisicamente prestante, audace e imperturbabile al tempo stesso. Lo sconosciuto si sarebbe apparso innocuo, forse un uomo di mezza età e ben vestito, probabilmente con un mantello, probabilmente per nascondere i sanguinosi effetti dei suoi attacchi. Egli ipotizzò anche che il soggetto soffrisse di una condizione chiamata Satiriasi, una devianza sessuale oggi identificata come ipersessualità o promiscuità. Bond ipotizzò, inoltre, che il soggetto non possedesse alcuna conoscenza anatomica: non poteva dunque essere un chirurgo né, per esempio, un macellaio. Il dottore concluse, poi, che lo stesso criminale fosse il responsabile dell'assassinio di Alice McKenzie.

### Walter C. Langer
Nel 1943, William J. Donovan, capo dell'Office of Strategic Service (OSS) americano, domandò al Dott.Walter C. Langer, uno psicanalista di Boston, di sviluppare un "profilo" di Adolf Hitler. Quello che l'OSS richiedeva era una sua analisi psicologico-comportamentale, in grado di fornire diverse opzioni per la progettazione di piani strategici.
Per redigere il suo rapporto, il dottor Langer si basò sui discorsi del dittatore, il Mein Kampf, interviste a persone che avevano conosciuto Hitler e numerosi articoli pubblicati sull'argomento. L'OSS declassificò il rapporto nel 1972, a eccezione di alcuni materiali allegati, e venne pubblicato da Langer nello stesso anno. Il testo contiene un probabile profilo comportamentale di Hitler, comprese le sue possibili reazioni a una Germania nazista sconfitta nella seconda guerra mondiale. Il profilo del dottor Langer indica come Hitler fosse meticoloso ed estremamente pudico riguardo al suo aspetto fisico; era fisicamente vigoroso e vedeva sé stesso come un alfiere e un precursore dei tempi.

### John Douglas e Robert Ressler
Johan Douglas e Robert Ressler, agenti speciali del F.B.I., tra il 1979 e il 1983 intrapresero un lavoro di ricerca finalizzato alla comprensione delle caratteristiche degli autori di omicidio seriale e/o degli omicidi senza apparente movente, delle dinamiche relazionali degli offender con le loro vittime, al comportamento precedente, contestuale e successivo al delitto da parte degli aggressori. Gli agenti studiarono un questionario che venne sottoposto a 36 offender. I dati emersi, furono collegati ai rapporti di polizia, ai referti medico-legali e alle caratteristiche delle 118 vittime. I due agenti arrivarono quindi a teorizzare la differenziazione tra aggressore organizzato e disorganizzato. L'offender disorganizzato è un soggetto solitamente psicotico che uccide in preda a deliri e/o allucinazioni lasciando la scena del crimine caotica con tracce forensi (DNA, impronte digitali, armi) spesso presenti sul luogo del delitto; mentre l'offender organizzato è un soggetto psicopatico che uccide in preda alla smania di potere quindi la sua scena del crimine sottende un completo controllo, e le tracce forensi sono spesso assenti (Russo, 2010).